# Екцем спољашњег ува
Екцем спољашњег ува (лат. otitis externa eczematosa) је запаљењска промена у кожи ува неатопичног карактера која настаја под непосредним утицајем штетних фактора; физичке природе (ултравиолетно зрацење), хемијске природе или микроба (при сталном надражају секрета код хроничног запаљења ува). Промене су најчешће локализован у дисталном делу слушног ходника и суседном делу усне шкољке. Каткада им се придружују и сличне промене у ретроаурикуларној бразди.

## Клиничка слика
Болесник психички пати због ружног изгледа свога ува и свраба који му често не да да мирно спава, јер не може да се уздржати од чешања
шиљастим предметима. Тиме изазивају још јаче запаљењске промене јер страним предметима уносе инфекцију у кожу, праћену честим рецидива фурункула (чирева) у уву. 
Секрет, који се скупља заједно са детритусом у слушном ходнику, склон је распадању под утицајем микроба, и узрок неугодног мириса. Такође секрет са ољуштеним епителом често запушава лумена слушног ходника. Како се у виду наслага секрет таложи и на бубној опни, може да изазиве сметње слуха. 
Наведеним тегобама придружује се и узнемиреност услед, наруженог ритма спавања и дужег безуспешног лечења.

## Облици
Екцем у уву дели се у складу са њиховом општом класификацијом у дерматологији на двва облика;
Атопични (алергијски)
У који спадају они облици који настају на основу сукоба антигена са антителом као алергијска реакција. Алергени који изазивају егкцем на уву могу да буду:
- животињске длаке (нпр, од крзненог оковратника на зимском капуту),
- перје и постељина
- држачи од наочара (пластичне масе).

Поред опште наследне алергијске конституције, за развој атопичног екцема може да буде одговорна и посебна склоност организма болесника, која настаје на основу неких општих хроничних болести, као што су шећерна болест или скрофулоза.
Неатопични
Код овог облика етиологија болести није повезана са алергијком реакцијом.

## Морфолошке промене
Морфолошки гледано промене на кожи ува код екцема могу бити сличне онима које се налазе код атопичних екцема на другим деловима тела, и могу се испољити као следећи облици дерматитиса:
- везикулозни,
- булозни,
- пустулозни,
- крустозни (крастасти) или сквамозни.[3]

У уву ипак најчешче виђамо једноставно влажно запаљење коже или влажни дерматитис (лат. dermatitis madidans).

## Дијагноза
Лечење егцема у уву мора да се заснива на откривању етиолошког чиниоца. У првом реду треба диференцијално дијагностички утврдити да ли се ради о атопичном или неаатопичном екцему. У ту сврху потребна су алерголошка испитивања и обрада пацијента, која се спроводи у алерголошким амбулантама, које постоје у саставу отоларинголошких или дерматолошких одељења или самостално при већим болницама. Дијагноза, се добрим делом ослања на кожне тестове, међу којима важну улогу има епикутани (Паџетов) тест.
У анамнези треба обратити нарочиту пажњу на могућност професионалног оштећења ува у току радног процеса (хемијски продукти, нпр, олово).

## Терапија
У слушни ходник пласира се танка штајфна стерилне хидрофилне газе која има за циљ да спречи надражај екцематозних површина споља било водом, која мацерира површину, било механичким инзултима. 
Ако је егзем у стању влажног излучивања, газа се натапа у 1% водени раствор резорцина. Ако је секреција густа, гнојна, фетидна или крустозна, газа се пре пласирања у слушни ходник натапа антибиотском машћу (теракортрил, клобестрол, енбецин]]). 
Претходно пласирања штрајфне ушни ходник треба са неколико тампона вате натопљених парафинским уљем ослободи од наслага. 
Сваког другог дана, стара штрајфна се вади, а уз помоћ отоскопије слушни ходник се ослобађа наслага. Након тога поново се ставља нова штрајфна, која треба да допире све до бубне опне. Лечење треба спроводити најмање 14, а према потреби и више дана.